# Кенесо
Кенесо (енгл. Kennesaw) град је у америчкој савезној држави Џорџија. По попису становништва из 2010. у њему је живело 29.783 становника.

## Демографија
Према попису становништва из 2010. у граду је живело 29.783 становника, што је 8.108 (37,4%) становника више него 2000. године.
| Група             | 2000.          | 2010.          |
| Белци             | 17.128 (79,0%) | 17.546 (58,9%) |
| Афроамериканци    | 2.146 (9,9%)   | 6.647 (22,3%)  |
| Азијати           | 630 (2,9%)     | 1.568 (5,3%)   |
| Хиспаноамериканци | 1.344 (6,2%)   | 3.230 (10,8%)  |
| Укупно            | 21.675         | 29.783         |